# Isabella (trobairitz)
Isabella ou Ysabella est une trobairitz (fin du XIIe – début du XIIIe siècle), seulement connue au travers de l'œuvre d'Elias Cairel, avec lequel elle échange le tenson (poème dialogué) N'Elyas Cairel, de l'amor), et qui lui adresse trois de ses poèmes. 
Les rares indications à son sujet suggérant qu'elle aurait vécu dans l'Orient latin, divers auteurs ont cherché à l'identifier à des personnages historiques, dont :
- Isabella Pallavicini, fille du marquis de Bodonitza, selon une conjecture d'Oskar Schultz-Gora (1888[3])[4] souvent reprise[5] ; cette hypothèse est mise en doute ou formellement rejetée par certains auteurs (notamment H. Jaeschke, en 1921) en raison de la date de décès du personnage (1286) qui semble trop tardive[6].
- l'épouse de Ravano dalle Carceri, un tiercier d'Eubée (hypothèse adoptée par Jaeschke selon Rieger) ; ce personnage est prénommé Isabelle dans des documents contemporains[7] mais rien n'est connu à son sujet sinon qu'elle aurait vécu maritalement avec Ravano du vivant de son précédent mari, avant de l'épouser en 1212[8] ; Vincenzo De Bartholomaeis (1904[9] puis 1931) s'interroge par ailleurs sur la possibilité que cette dernière soit identifiable à Isabella Pallavicini[6] ce qui est rejeté par Jaeschke.
- une sœur anonyme de Boniface de Montferrat, épouse d'Albert de Malaspina[6]
- la veuve de Conrad, frère de Boniface, Isabelle Ire de Jérusalem[10]